# Starrcade 2019
Starrcade (2019) was een live professioneel worstel- en WWE Network evenement dat georganiseerd werd door WWE voor hun Raw en SmackDown brands. Het evenement vond plaats op 1 december 2019 in het Infinite Energy Arena in Duluth, Georgia.

## Matches
| Nr. | Match | Winnaar(s)          | Opmerkingen                                                                                     | Bron  |
| --- | --- | ------------------- | ----------------------------------------------------------------------------------------------- | ----- |
| 1D  | Seth Rollins vs. Erick Rowan | Seth Rollins        | Eén-op-één dark match.                                                                          | [ 2 ] |
| 2D  | Shinsuke Nakamura (c) (met Sami Zayn) vs. The Miz                                                                                     | Shinsuke Nakamura   | Eén-op-één dark match voor het WWE Intercontinental Championship.                               | [ 2 ] |
| 3   | Street Profits (Angelo Dawkins & Montez Ford) (met Ric Flair) vs. The O.C. (Luke Gallows & Karl Anderson)                             | Street Profits      | Tag team match.                                                                                 | [ 2 ] |
| 4   | The Kabuki Warriors (Asuka & Kairi Sane) (c) vs. Becky Lynch & Charlotte Flair vs. Bayley & Sasha Banks vs. Alexa Bliss & Nikki Cross | The Kabuki Warriors | Fatal 4-Way Tag Team match voor het WWE Women's Tag Team Championship.                          | [ 2 ] |
| 5   | Bobby Lashley (met Lana) vs. Rusev | Bobby Lashley       | Last Man Standing match                                                                         | [ 2 ] |
| 6   | Bobby Lashley (met Lana) vs. Kevin Owens                                                                                              | Bobby Lashley       | Eén-op-één match. Lashley won door diskwalificatie.                                             | [ 2 ] |
| 7D  | Aleister Black vs. Andrade (met Zelina Vega)                                                                                          | Aleister Black      | Eén-op-één dark match.                                                                          | [ 2 ] |
| 8D  | Ricochet vs. Andrade (met Zelina Vega)                                                                                                | Ricochet            | Eén-op-één dark match.                                                                          | [ 2 ] |
| 9D  | Randy Orton vs. AJ Styles | Randy Orton         | Eén-op-één dark match.                                                                          | [ 2 ] |
| 10D | Roman Reigns vs. King Corbin | Roman Reigns        | Eén-op-één dark match.                                                                          | [ 2 ] |
| 11D | "The Fiend" Bray Wyatt (c) vs. Braun Strowman                                                                                         | Bray Wyatt          | Steel cage match voor het WWE Universal Championship. Wyatt won door uit de kooi te ontsnappen. | [ 2 ] |